# جین آرت
 جین آرت (انگلیسی: Jeanne Arth؛ زادهٔ ۲۱ ژوئیهٔ ۱۹۳۵) یک تنیس‌باز اهل ایالات متحده آمریکا است.